# Санта-Мария (Браганса)
Санта-Мария (порт. Santa Maria) — бывший район (фрегезия) в Португалии, входил в округ Браганса. Являлся составной частью муниципалитета Браганса. По старому административному делению входил в провинцию Траз-уж-Монтиш и Алту-Дору. Входил в экономико-статистический субрегион Алту-Траз-уш-Монтеш, который входит в Северный регион. Население составляло 3404 человека на 2001 год. Занимал площадь 14,11 км².
При реорганизации 2012—2013 годов был объединён с районами Се и Мейшеду. 